# دالاس مورنينغ نيوز
دالاس مورنينغ نيوز هي صحيفة يومية تخدم منطقة دالاس فورت وورث تكساس، مع أكثر من 400,000 مشترك يوميا. وقد تأسست في 1 أكتوبر 1885، من قبل ألفريد هوراشيو بيلو (Alfred Horatio Belo)ضمن منشورات جالفستون ديلى نيوز، غالفستون، تكساس.
تعد اليوم واحدة من أكبر 20 صحيفة متداولة في الولايات المتحدة والأكثر دخلا . [5] حسب إحصائيات عام 1990، ومؤخرا في عام 2010، حصلت على العديد من جوائز بوليتزر للأنباء والتصوير الفوتوغرافي، وجوائز جورج بولك للأخبار والتعليم وإعداد التقارير الإقليمية، وجائزة نادي الصحافة الخارجية للتصوير الفوتوغرافي. يقع مقرالشركة الرئيسي في وسط مدينة دالاس.

## تاريخ نشأتها

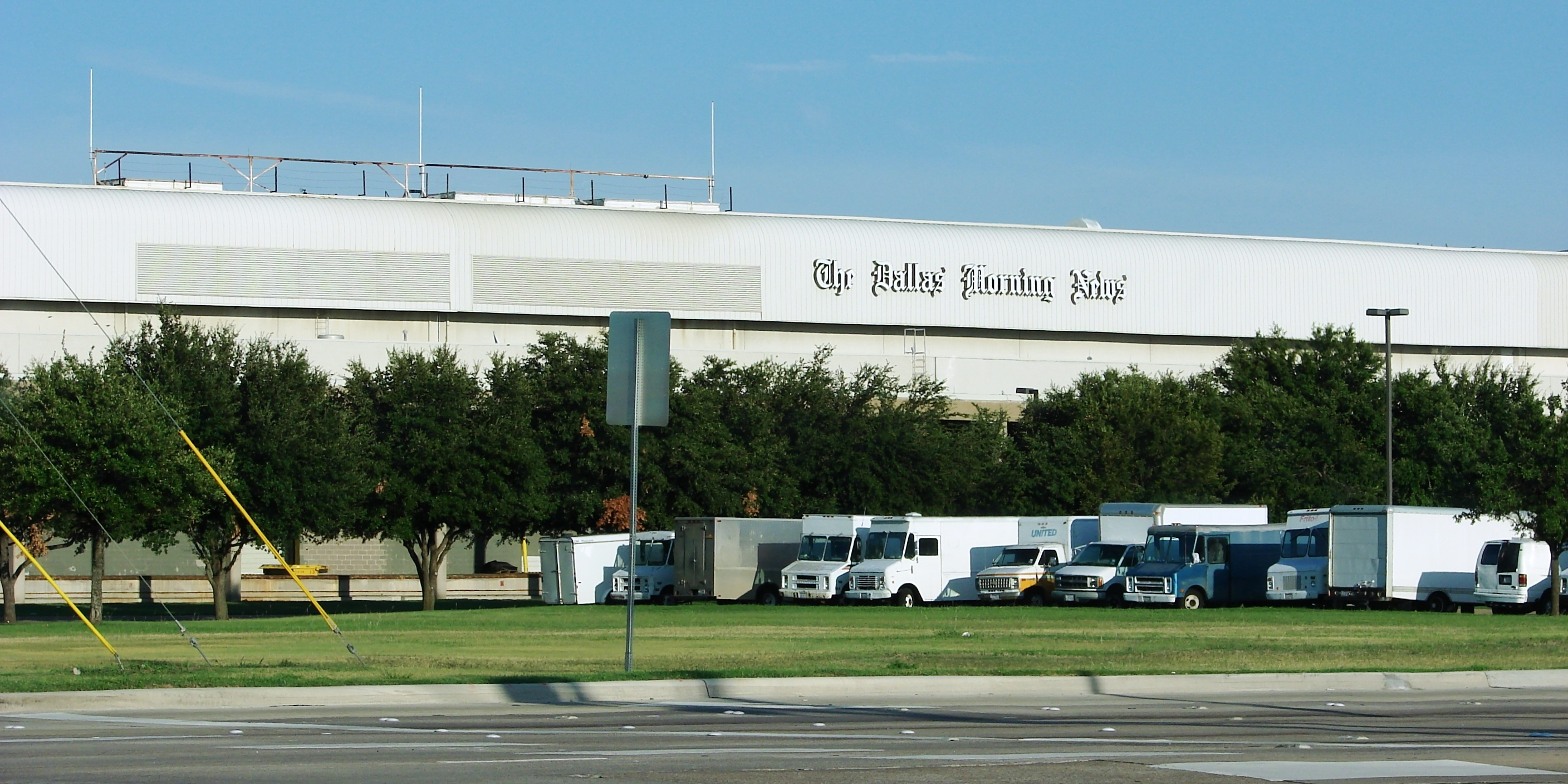
مركز توزيع في دالاس مورنينغ نيوز بلانو, تكساس.

تأسست دالاس مورنينغ نيوز في عام 1885 كجزء من جالفستون ديلى نيوز من قبل ألفريد هوراشيو بيلو. في عام 1926، باعت عائلة بيلو حصتها في صحيفة، جورج ديلي.
في أواخر عام 1991، وأصبحت دالاس مورنينغ نيوز الصحيفة الرئيسية الوحيدة في السوق دالاس عندما تم إغلاق دالاس تايمز هيرالد بعد عدة سنوات من الحروب الدموية بين الصحيفتين، خلال ذلك الوقت ازدهارت سوق الإعلانات الإشهارية. في يوليو 1986، تم شراء هيرالد تايمز يليام سينغلتون، مالك مجموعة ميديا نيوز. بعد 18 شهرا من الجهود لتحويل الصحيفة إلى ملكيتها. في 8 ديسمبر عام 1991، اشترى بيلو هيرالد تايمز بـ55 مليون $، وإغلاق الصحيفة في اليوم التالي.}}
تاريخيا، يميل أخبار الصباح المحافظ، وهو ما يعكس الانجراف تكساس "للحزب الجمهوري. لم يقره عليه الحزب الديمقراطي للرئاسة منذ فرانكلين روزفلت خلال الحرب العالمية الثانية.

## روابط خارجية
- دالاس مورنينغ نيوز على موقع روتن توميتوز (الإنجليزية)